# Бернардацци, Александр Осипович
Александр Осипович (Иосифович) Бернардацци (2 июля 1831, Пятигорск — 14 (26) августа 1907, станция Фастов) — русский архитектор, работавший главным образом в Кишинёве и Одессе. Член Общества гражданских инженеров, Петербургского общества архитекторов. Отец архитекторов Александра и Евгения Бернардацци.

## Биография

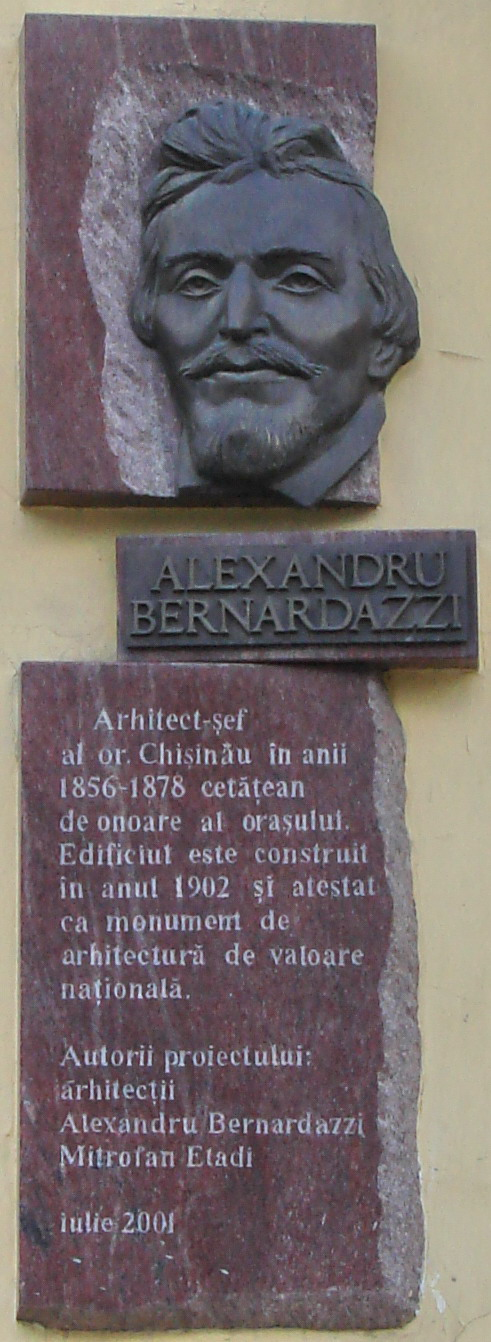
Мемориальная доска Бернардаци на стене кишинёвской примэрии

Александр Бернардацци родился в Пятигорске в 1831 году. Сын архитектора Иосифа Карловича Бернардацци, уроженца Швейцарии, участника строительства городов КМВ: Пятигорска и Кисловодска. Семейство Бернардацци из Памбио (в Тичино) обосновалось на юге России при Александре I.
В 1843 году определён в младшие классы Строительного училища в Петербурге, окончил курс по первому разряду со званием архитекторского помощника. С 1850 года назначен на младшую техническую должность в Бессарабскую областную строительную и дорожную комиссию. Почти 30 лет был городским архитектором Кишинёва. С 1875 года — Почётный потомственный гражданин.
В 1883 году переехал в Одессу, но продолжал проектировать и для Бессарабии, позднее работал в Новороссийском университете. Бернардацци был приверженцем классицизма, затем неоклассицизма, в то же время он тяготел к стилизации итальянского ренессанса с элементами готики.
Александр Бернардацци умер в командировке в Фастове под Киевом. Согласно завещанию он был похоронен в Кишинёве рядом со своей матерью.

## Постройки

### Бессарабия
Бернардацци работал над благоустройством Кишинёва: занимался трассированием и мощением улиц, в 1850-60-х годах проектировал и строил городской водопровод. Участвовал в благоустройстве городского парка (сейчас парк «Штефан чел Маре»). К его работам в Кишинёве относятся более 30 построек:

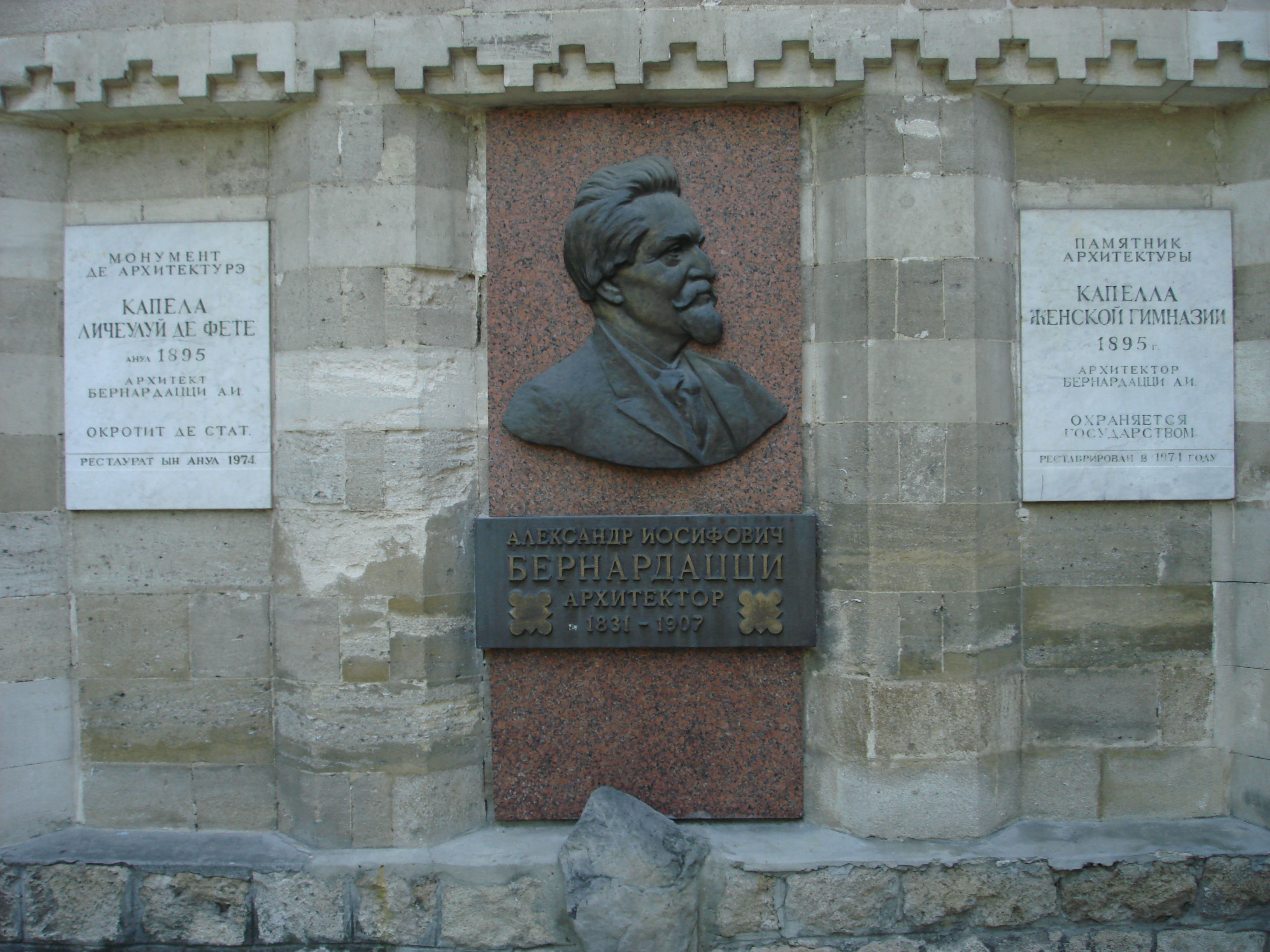
Мемориальная доска в честь А. Бернардации на капелле женской гимназии в Кишинёве

- корпуса Костюженской психиатрической больницы
- здание городской Думы (1887),
- женская гимназия Дадиани (1865),
- школа лютеранского прихода (1873),
- церковная капелла при женской гимназии (1875),
- здание клуба (1878),
- пожарная каланча (1860),
- пассажирское здание юго-западной железной дороги (совместно с архитектором Г. Ф. Лонским, 1887),
- здание окружного суда (1889),
- греческая церковь (1878),
- армянская церковь (1891).

Бернардацци также проектировал католическую капеллу, станции бендеро-галацкой железной дороги в Бендерах (1878), военные пристани на реке Дунай (близ города Рени), участвовал в работах по возвышению брустверов в Бендерской крепости; проектировал здание соборной церкви в Ново-Нямецком монастыре близ Бендер (1864), пожарную каланчу в городе Болград (1898), мосты через Днестр и Дунай.
В настоящее время все здания работы Бернардацци в Кишинёве взяты под государственную охрану и почти все реставрированы.
В связи со 150-летием со дня рождения архитектора в 1981 году его именем была названа улица, бывшая ул. Кузнечная. На доме, в котором считалось ошибочно что он жил в 1859—1878 (ул. Букурешть, 92, сейчас здание Болгарского посольства), и на капелле женской гимназии были установлены мемориальные доски в его честь.
По заказу губернатора Бессарабии генерал-лейтенанта Александра Петровича Константиновича Бернардацци спроектировал и построил пожарную каланчу в городе Болград.

### Одесса

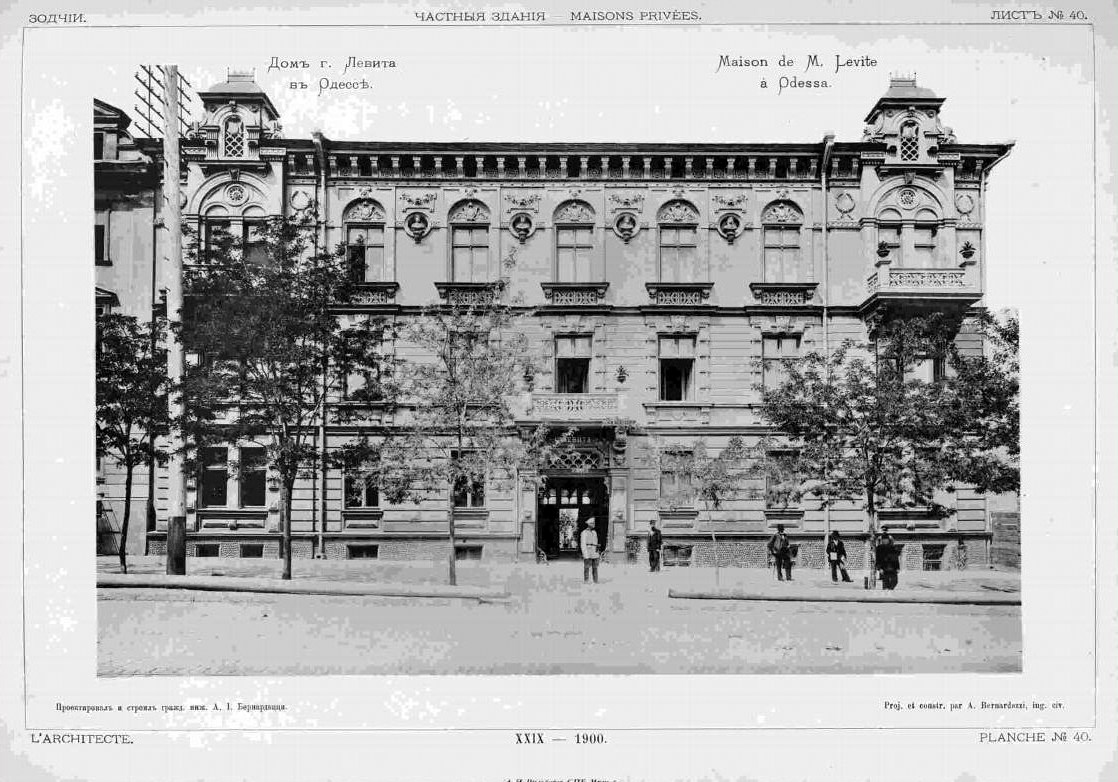
Дом г. Левита в Одессе

Он построил множество административных зданий в Одессе:
В 1879 году Бернардацци становится главным городским архитектором Одессы. Таким образом ему поручается возведение различных общественных зданий. Воплощая в жизнь проекты других архитекторов Бернардацци строит железнодорожный вокзал «Одесса-Главная» (1879—1883, проект архитектора В. А. Шрётера, разрушен в 1944 году); инвалидный дом (1886, ул. Мечникова, 53, ныне Малиновский районный отдел ОГУ УМВД Украины); «Масонский дом» — здание Одесского отделения Русского технического общества (1887 г., ул. Княжеская, 1, проект архитектора Э. Я. Меснера и инженера П. С. Чеховича, ныне утрачен). Также Бернардацци занимается частной практикой и с 1890-х годов проектирует множество доходных домов и особняков, среди которых: ул. Преображенская, 15 и Пастера, 34 (1891), Гоголя, 23 и Троицкая, 20; Базарная, 20 (1893), табачный магазин по ул. Дерибасовской, 31 (1894) и особняк по ул. Дидрихсона, 7. (Особняк Яловикова)
В то же время А. О. Бернардацци проектирует и строит общественные здания: клиники медицинского института по ул. Пастера, 7 (в соавторстве с архитектором Н. К. Толвинским), больница по ул. Леонтовича, 9 (1892, по проекту архитекторов Шмидена и Шнеера), реформатская церковь (ул. Пастера, 62, проект архитектора В. А. Шрётера), гостиница «Красная» по ул. Пушкинской, 15 (б. «Бристоль», 1898—1899 гг., с молодым архитектором А. Б. Минкусом) и здание Новой купеческой биржи (1894—1899, проект Викентия Прохаски), выполненной в сотрудничестве со скульпторами Молинари, Менционе и Эдуардсом, художниками Кассиоли и Каразиным.
В честь 50-летия архитектурной деятельности А. Бернардацци в 1900 году у входа в биржу был установлен бронзовый бюст зодчего работы скульптора Б. В. Эдуардса.

### Евпатория

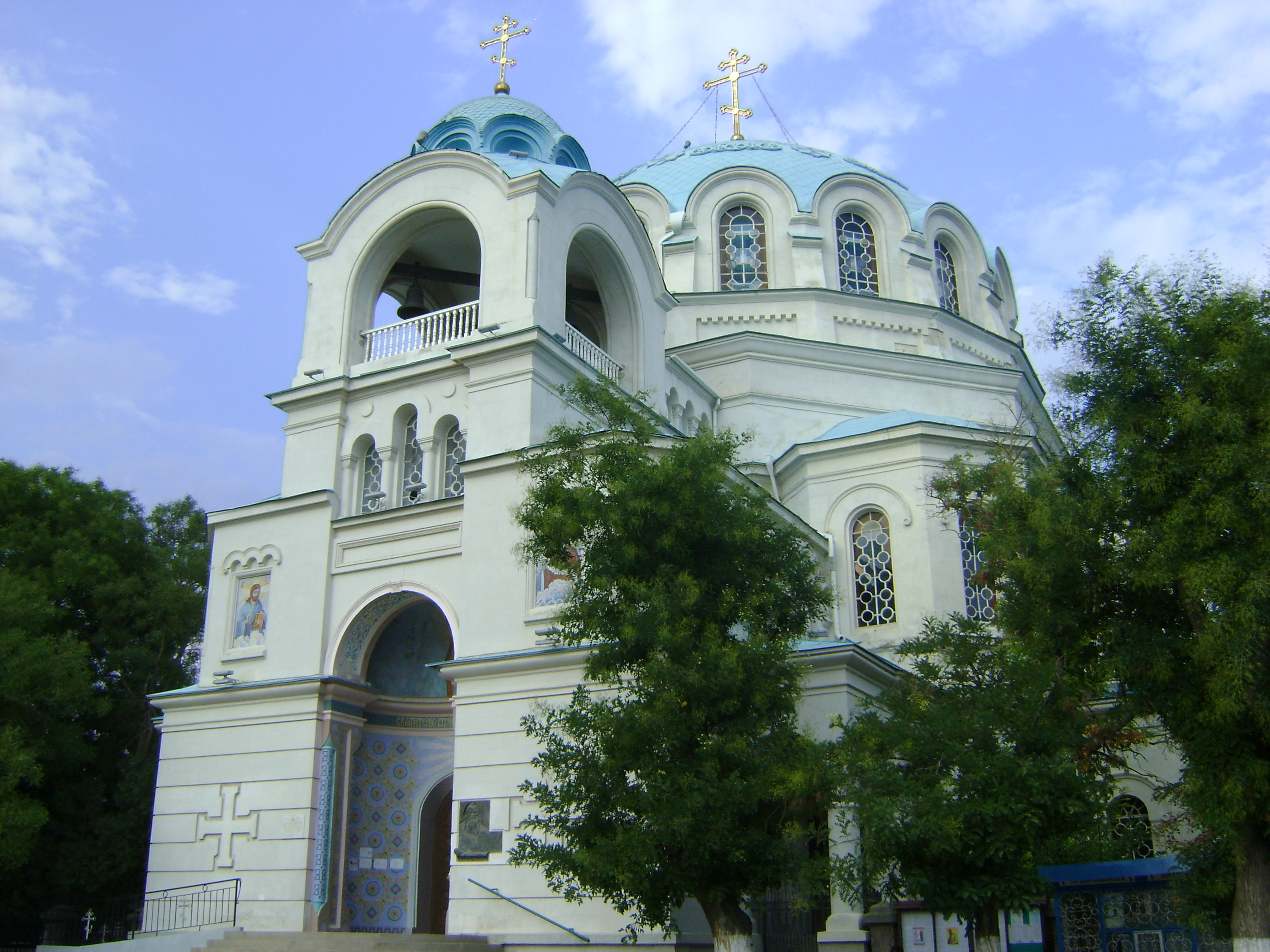
Собор Святителя Николая Чудотворца, Евпатория

Спроектировал Свято-Николаевский собор.

## Труды
- Народный музей будущего // Зодчий. — 1900. — № 8.
- Теоретические высказывания на съездах русских зодчих (1902, 1904)
- Производство бетонных работ по постройке Одесской биржи // Зодчий. — 1900. — № 8. — С. 102—105.